# Cuerpo de Agentes de Control de Tránsito y Transporte
El Cuerpo de Agentes de Tránsito es un cuerpo uniformado, no armado, debidamente identificado, que actúa como autoridad de control del tránsito y el transporte en la Ciudad de Buenos Aires, Argentina.
Tiene como misión hacer cumplir las disposiciones del Código de Tránsito y Transporte, el ordenamiento y control del tránsito peatonal y vehicular, incluido todo tipo de transporte, la difusión entre la población de los principios de prevención, seguridad vial y movilidad sustentable y la asistencia y participación en los programas de educación vial que se establezcan.

## Historia
Fue creado a mediados de marzo del año 2008 fruto de la sanción de la Ley Nº 2652, que no fue promulgada sino hasta abril y reglamentada recién a fines de 2008. Durante ese período la organización fue conformándose ya que heredó el personal, patrimonio y presupuesto de la disuelta Guardia Urbana de Buenos Aires. El personal transferido -si bien ya tenía experiencia en funciones relacionadas con el tránsito- fue entrenándose mientras se daban todas las condiciones para aumentar paulatinamente su injerencia en el tránsito de la Ciudad. En 2011 en segundo mandato de Mauricio Macri se le quitó su autonomía y fue transferida a la órbita del Jefe de Gabinete de Ministros porteño, sin embargo según un estudio de la Auditoría General porteña desde ese año su presupuesto ha sido recortado a la mitad por el Jefe de Gobierno, mientras que los accidentes de tránsito aumentaron un 13% respecto a los protagonizados por peatones y un 23% en motos.
El día 8 de septiembre del año 2019 en las intersecciones de la Av. Figueroa Alcorta y Tagle, el conductor Eugenio Veppo atropelló a dos agentes de tránsito quitándole la vida a Cinthia Choque y dejando gravemente herido a Santiago Siciliano. Del hecho surge que el 70% de los agentes de tránsito son contratados de manera precarizada, no contemplando sus derechos laborales, como por ejemplo los mínimos básicos del riesgo de trabajo al que están expuestos.
A raíz de esos hechos la Asociación de Trabajadores del Estado (ATE) ) junto con Abogados Laboralistas interponen un recurso de amparo y se adopta una medida cautelar que le prohíbe al GCBA despedir o no renovar el contrato de todos sus contratados (monotributistas).
En el mes de enero de 2020 la jueza Elena Liberatori, resolvió declarar el incumplimiento por parte del Gobierno de la Ciudad de Buenos Aires de los términos de la medida cautelar ordenada el 1° de noviembre de 2019 por su colega, Patricia López Vergara. Esta cautelar dispuso que el GCBA, liderado por Horacio Rodríguez Larreta debe acelerar la reincorporación de los despedidos y cumplir con el pase a planta permanente de todos los agentes de tránsito.
En diciembre del año 2021 los Agentes de Tránsito conforman su Cuerpo de Delegados en la Asociación de Trabajadores del Estado (ATE) resultando triunfadora la lista "verde y blanca" que conduce la seccionar Capital Federal.
Posteriormente, en el año 2023, se renovaría el mandato conformándose una Junta Interna de Delegados resultando también victoriosa la lista Verde y Blanca. Resulta electa por primera vez una mujer como Secretaria General, Melisa Mendoza, en una lista conformada por mayoría femenina, que es la composición ampliamente mayoritaria que tienen los Agentes de Tránsito de la Ciudad de Buenos Aires.

## Órbita
Desde sus orígenes el Cuerpo de Agentes de Tránsito perteneció a la cartera del Ministerio de Justicia y Seguridad dependiendo de la Subsecretaría de Seguridad Urbana. Sin embargo, para el inicio del segundo mandato de Mauricio Macri como Jefe de Gobierno de la Ciudad de Buenos Aires la Legislatura de la Ciudad de Buenos Aires sancionó la Ley Nº 4013, la cual le otorga al Jefe de Gabinete de Ministros porteño -entre otras- las atribuciones de entender en las políticas referidas a la gestión y fiscalización del transporte, del ordenamiento del tránsito y regímenes de habilitación de conductores y también promover políticas de control del cumplimiento de las normas de tránsito en coordinación con las Fuerzas Policiales y de Seguridad que actúan en la jurisdicción. De esta manera, desde el 10 de diciembre de 2011 el Cuerpo de Agentes de Tránsito pertenece a la órbita de la Jefatura de Gabinete de Ministros.
A finales de mayo de 2020, Rodríguez Larreta, dispone el cambio de Ministerio de parte de la repartición de Tránsito. Bajo la Dirección de la Dra. Valeria Sikorski (Dirección General de Coordinación Operativa) 400 agentes del Cuerpo de Tránsito pasan al Ministerio de Justicia y Seguridad de la Ciudad Autónoma de Buenos Aires, pasando a llamarse desde ahora Cuerpo de Agentes de Tránsito y Orden Público.
A partir de la declaración de cuarentena en Argentina, por parte del gobierno nacional de Alberto Fernández, el accionar de este nuevo cuerpo se desarrolla en los accesos a la Ciudad de Buenos Aires y en los transportes públicos. De esta manera parte del Cuerpo de Tránsito regresa al Mtrio. de Justicia y Seguridad.
En la actualidad dependiente del Ministerio de Desarrollo Urbano y Transporte, a cargo de Franco Moccia; de la Secretaría de Transporte, a cargo de Juan José Méndez; y de la Subsecretaría de Movilidad Sustentable y Segura, a cargo de María Paula Bisiau.

## Funciones
1. Ordenar y dirigir el tránsito.
2. Ejercer el control del estacionamiento en la vía pública.
3. Prevenir y hacer cesar la comisión de faltas y contravenciones de tránsito peatonal y vehicular.
4. Ser autoridad de fiscalización y comprobación de infracciones a las normas vigentes en materia de tránsito y transporte.
5. Realizar controles y operativos preventivos, ordinarios y extraordinarios de control y verificación, de conformidad con la normativa vigente.
6. Desarrollar operativos de seguridad vial y ordenamiento del tránsito en ocasión de eventos y movilizaciones en la vía pública.
7. Vigilar y controlar todo tipo de transportes, tanto públicos como privados.
8. Coordinar su accionar con los organismos de la administración central y descentralizada del Gobierno de la Ciudad de Buenos Aires para promover el cumplimiento de la normativa de tránsito y transporte.
9. Colaborar y coordinar su accionar con los organismos competentes de las diversas jurisdicciones
10. Dar aviso a la autoridad que ejerza las funciones de policía de seguridad en casos de delitos y contravenciones que no sean de tránsito.
11. Actuar como auxiliar de la justicia en los casos que se le requieran, en el marco de sus competencias.
12. Colaborar con los organismos del Gobierno de la Ciudad encargados de la elaboración de la estadística accidentológica y de los mapas de riesgo vial.
13. Contribuir a la mejora de la seguridad vial y de la educación vial, colaborando con los organismos que lo soliciten.
14. Colaborar con las fuerzas de seguridad y los organismos de emergencias en casos de situaciones que incidan sobre el tránsito peatonal y vehicular.
15. Velar por el cumplimiento de las normas vigentes respecto del uso, prioridades y circulación de medios de transporte que garanticen la movilidad sustentable.
16. Garantizar las condiciones de accesibilidad y prioridad, respecto de la circulación en la vía pública de personas adultas mayores y/o con necesidades especiales.

## Facultades
1. Labrar actas contravencionales
2. Labrar actas de comprobación de infracciones
3. Proceder a la detención del vehículo en la vía pública, tanto en caso de que la infracción de tránsito haya sido constatada y al solo efecto de confeccionar el acta contravencional o el acta de comprobación, como así también para requerir la documentación obligatoria necesaria para circular.
4. Proceder de acuerdo a lo descripto en el artículo 5.6.1. del Código de Tránsito y Transporte.
5. Adoptar regulaciones transitorias y suspender circunstancialmente el uso de los dispositivos o instalaciones viales, cuando razones de orden y seguridad pública debidamente justificadas así lo impongan.
6. Requerir, en caso de resultar necesario, el auxilio de la fuerza pública para el efectivo cumplimiento de sus funciones.